# Sinŭiju
Sinŭiju (신의주시?, 新義州市?, Sinŭiju-siMR) è una città della Corea del Nord, capoluogo della provincia del P'yŏngan Settentrionale, posta al confine con la Cina, di fronte alla città di Dandong. È la seconda città nel Paese per densità abitativa, dopo Songnim. Nei pressi della città si trova l'unica via di comunicazione tra la Corea del Nord e la Cina: il Ponte dell'Amicizia sino-coreana che attraversa il Yalu.

## Storia
Nel 1904 si svolse nei pressi della città la battaglia del fiume Yalu, nell'ambito della più vasta guerra russo-giapponese, che vide prevalere i nipponici sui russi.
Nel 1920 fu una delle tappe del raid aereo Roma-Tokyo, portato a termine dall'aviatore italiano Arturo Ferrarin.